# Hemel op aarde (film)
Hemel op aarde is een Nederlandse dramafilm onder regie van Pieter Kuijpers. De productie ging op 19 december 2013 in première in de Limburgse bioscopen en op 9 januari 2014 in de rest van Nederland.

## Verhaal
Bart Geraedts is een 13-jarige jongen in het Nederlandse Limburg in de jaren zeventig. Hij en zijn moeder Gertie zijn streng rooms-katholiek, zijn vader Wiel minder. Hij krijgt van zijn vader de oude televisie en daar blijkt toevallig net een seksscène op te zien; geschrokken zet hij de tv op een andere zender, maar dan toch weer terug. Zijn vader vindt het niet zo erg dat hij daar naar kijkt, zijn moeder daarentegen wel. Er komt een ongelovig Belgisch gezin in het dorp wonen, waarvan Moniek Verheije, het oudste kind en ouder dan Bart, ziek is. Bart wordt verliefd op haar. De jongste, Peter, van Barts leeftijd, steelt en heeft ook weinig respect voor de kerk. Hoewel Bart dat afkeurt wil hij wel met hem bevriend zijn om zo met Moniek in contact te komen. Bart wordt zo heen en weer geslingerd tussen enerzijds zijn verliefdheid, op initiatief van Moniek uitmondend in seks, en betrokkenheid bij joyriding en diefstal, en anderzijds pogingen het goed te maken met de mensen en met God. Hij vertelt de pastoor (zijn oom Sef) bij de biecht over zijn vrijpartij, maar tot zijn ontzetting vertelt die het door aan zijn moeder. Beiden vinden het zo onvoorstelbaar erg dat ze het niet geloven; ze vinden het al erg dat hij zo'n fantasie heeft. Hij vraagt of ze met hem wil trouwen als hij 18 is, maar ze zegt dat ze niet verliefd op hem is.
Barts vader wordt ontslagen en raakt daardoor manisch-depressief, en vijandig tegenover de kerk. Moniek is terminaal, waarop Bart haar meeneemt naar een bedevaartsoord in Duitsland, zelf een auto besturend. Er gebeurt echter geen wonder, en Bart begint aan zijn geloof te twijfelen. Hij voelt zich ook schuldig (over de toestand van Moniek en over het ontslag van zijn vader, misschien zijn het straffen van God). Ze worden aangehouden door de politie en thuisgebracht.
Als Bart samen met Peter Bart's zelfgebouwde kerkje in het bos bezoeken, zijn ze door alcoholgebruik onvoorzichtig en vliegt het in brand. De politie komt erbij en dan wordt ook de uit de kerk gestolen kelk gevonden. Peter heeft dat gedaan, maar Bart neemt daarvoor ook schuld op zich.
Als Moniek stervend is, willen Gertie en Sef niet dat Bart haar nog bezoekt, maar Wiel neemt hem mee naar haar. Daar benadrukt Moniek tegenover Bart dat hij geen schuld heeft aan haar dood, ze heeft gewoon pech.

## Rolverdeling
| Acteur                   | Personage       |
| ------------------------ | --------------- |
| Bram van Schie           | Bart Geraedts   |
| Ella-June Henrard        | Moniek Verheije |
| Lies Visschedijk         | Gertie Geraedts |
| Jeroen van Koningsbrugge | Wiel Geraedts   |
| Huub Stapel              | Sef Janzen      |
| Aäron Roggeman           | Peter           |
| Michel Sluysmans         | Jaap            |
| Romijn Conen             | Verhoofd        |
| Gijs de Lange            | Hoèsarts        |

## Soundtrack
De soundtrack van de film werd geschreven en gespeeld door Rowwen Hèze. De nummers zijn uitgebracht op het album Hemel op Aarde: De Liedjes en werd op 1 november 2013 uitgebracht.